# Janusz Czerwiński (funkcjonariusz)
Janusz Jacek Czerwiński (ur. 14 września 1964) – polski funkcjonariusz Policji, Centralnego Biura Śledczego i Centralnego Biura Antykorupcyjnego, w latach 2006–2007 dyrektor CBŚ, w latach 2009–2015 zastępca szefa CBA.

## Życiorys
Ukończył studia na Akademii Rolniczo-Technicznej w Olsztynie. W 1990 rozpoczął służbę w Policji jako funkcjonariusz komendy wojewódzkiej w Olsztynie; od 2000 był naczelnikiem wydziału kryminalnego.
W 2004 został zastępcą dyrektora Centralnego Biura Śledczego. Pod jego nadzorem znajdował się pion kryminalny, a także zarządy ochrony świadka koronnego i operacji specjalnych. W styczniu 2006 został powołany na stanowisko dyrektora CBŚ. W styczniu 2007 podał się do dymisji.
W 2008 podjął służbę w Centralnym Biurze Antykorupcyjnym, był dyrektorem delegatury w Poznaniu. W październiku 2009 został powołany na stanowisko zastępcy szefa CBA. Pełnił tę funkcję do grudnia 2015.

## Odznaczenia
- Złoty, Srebrny i Brązowy Krzyż Zasługi[1]
- Srebrna i Brązowa Odznaka „Zasłużony Policjant”[1]
- Srebrny Medal za Długoletnią Służbę[1]